# 2012–2013-as magyar férfi vízilabda-bajnokság (első osztály)
A 2012-2013-as magyar férfi vízilabda-bajnokság (hivatalosan Vodafone férfi OB I) a legrangosabb és legmagasabb szintű vízilabdaverseny Magyarországon. A pontversenyt 107. alkalommal a Magyar Vízilabda-szövetség írta ki és 14 csapat részvételével bonyolítja le.
A címvédő a TEVA-Vasas.

## A bajnokságban szereplő csapatok
A Magyar Vízilabda-szövetség 2012. július 16-i döntése értelmében az első osztályú bajnokság létszámát 12-ről 14 csapatosra emelte. Az élvonalban szerepel a 2011–12-es kiírásban utolsó helyen végzett Pécsi VSK-Füszért, és a másodosztály bajnoka, az EKF-EgerFood-Imola. Horkai György kérésére a mezőny teljes jogú tagja a junior válogatott is, eredményei beszámítanak a bajnokságba, és a rájátszásban is szerepelhet.
| A csapat neve (a bajnokságban használt neve)           | A csapat székhelye      | 2011–12   |
| ------------------------------------------------------ | ----------------------- | --------- |
| Budapesti VSC (BVSC-Zugló)                             | Budapest, Zugló         | 11.       |
| Debreceni VSE                                          | Debrecen                | 5.        |
| Egri VK (ZF-Eger)                                      | Eger                    | 2.        |
| Eszterházy Károly Főiskola (EKF-EgerFood-Imola)        | Eger                    | OB I/B 1. |
| Ferencváros (Széchenyi Bank-FTC )                      | Budapest, Ferencváros   | 7.        |
| Groupama Honvéd                                        | Budapest, Kispest       | 4.        |
| Magyar U20-as vízilabda-válogatott (Junior válogatott) | Budapest, Margit-sziget | Újonc     |
| Kaposvári VK                                           | Kaposvár                | 9.        |
| Orvosegyetem SC                                        | Budapest, Belváros      | 10.       |
| Pécsi VSK (PVSK-Füszért)                               | Pécs                    | 12.       |
| Szegedi VE (A-Híd Szeged)                              | Szeged                  | 3.        |
| Szentesi VK                                            | Szentes                 | 8.        |
| Szolnoki VSC (Szolnoki Dózsa-KÖZGÉP)                   | Szolnok                 | 6.        |
| Vasas SC (TEVA-Vasas)                                  | Budapest, Angyalföld    | 1.        |

## Sorsolás
A sorsolást 2012. augusztus 6-án tartják a Margit-szigeten. A kiemelt jelentőségű mérkőzések arányos elosztásban történő lebonyolítása érdekében a 2011–12-es élvonalbeli bajnokság 1-6. helyezett csapatai a részükre külön elkészített sorsolási tábla alapján kerülnek először kisorsolásra, és 1–6-ig jelzésű forgatási számot kapják. A további csapatokat hozzásorsolják a 7–13-ig jelzésű forgatási számokhoz, így alakul ki a bajnokság első felének (ún. „őszi idény”) mérkőzésrendje. A szezon második felének (ún. „tavaszi idény”) mérkőzései ugyanebben a sorrendben, de ellentétes pályaválasztói joggal kerülnek sorra.

## A bajnokság rendszere
A bajnokságot 14 csapat részvételével rendezik meg, és két fő részből áll: alapszakaszból és az egyes helyezésekről döntő rájátszásból.

### Az alapszakasz
A bajnokság alapszakasza őszi és tavaszi szezonból áll, melynek során a csapatok körmérkőzéses rendszerben, a sorsolás szerinti sorrendben és pályaválasztói joggal egymás ellen két, csapatonként összesen 26 mérkőzést játszanak. A bajnoki mérkőzések győztes csapatai három pontot kapnak, döntetlen esetén mindkét csapat egy-egy pontot kap. Vereség esetén nem jár pont.
A Magyar Vízilabda-szövetség Versenybizottsága az alábbi dátumokat jelölte ki az első szakasz fordulóinak:
- 1. forduló: 2012. október 13.
- 2. forduló: 2012. október 16./20.
- 3. forduló: 2012. október 24.
- 4. forduló: 2012. október 27.
- 5. forduló: 2012. november 3.
- 6. forduló: 2012. november 17.
- 7. forduló: 2012. november 20./24.
- 8. forduló: 2012. december 1.
- 9. forduló: 2012. december 8.
- 10. forduló: 2012. december 12.
- 11. forduló: 2012. december 15.
- 12. forduló: 2013. január 12./13.
- 13. forduló: 2013. január 16.
- 14. forduló: 2013. január 19.
- 15. forduló: 2013. január 26./27.
- 16. forduló: 2013. február 2.
- 17. forduló: 2013. február 9.
- 18. forduló: 2013. február 16.
- 19. forduló: 2013. február 23.
- 20. forduló: 2013. március 2.
- 21. forduló: 2013. március 6./9.
- 22. forduló: 2013. március 14.
- 23. forduló: 2013. március 23./24.
- 24. forduló: 2013. március 27.
- 25. forduló: 2013. április 6.
- 26. forduló: 2013. április 13.

Az alapszakasz végső sorrendjét a bajnoki mérkőzéseken szerzett pontszámok összege határozza meg. Az első helyen a legtöbb, míg az utolsó, a 14. helyen a legkevesebb pontszámot szerzett egyesület végez. Pontegyenlőség esetén a bajnoki sorrendet az alábbi rendszer szerint határozzák meg:
Két csapat azonos pontszáma esetén
1. az egymás ellen játszott bajnoki mérkőzések pontkülönbsége
2. az egymás ellen játszott bajnoki mérkőzések gólkülönbsége
3. az alapszakaszbeli összes bajnoki mérkőzés gólkülönbsége
4. az alapszakaszbeli összes bajnoki mérkőzésen szerzett több gól
5. sorsolás

Három vagy több csapat azonos pontszáma esetén
1. az azonos pontszámú csapatok egymás elleni eredményéből számított „kisbajnokság” pontkülönbsége
2. azonos pontszám esetén a „kisbajnokság” gólkülönbsége
3. az alapszakaszbeli összes bajnoki mérkőzés gólkülönbsége
4. az alapszakaszbeli összes bajnoki mérkőzésen szerzett több gól
5. sorsolás

### A rájátszás
Az alapszakasz befejeztével a rájátszás két ágon zajlik. Az 1-8. helyen végzett csapatok a felsőházi, a 9–14. helyen zárt csapatok pedig az alsóházi rájátszásba kerülnek. A döntő kivételével minden párharc az egyik fél második győzelméig tart. A bajnoki címért három győzelemig tartó páros mérkőzést rendeznek.
A rájátszás mérkőzésein döntetlen eredmény nem születhet, a mérkőzéseket döntésig kell játszani. Több mérkőzésből álló párosmérkőzés esetén az első mérkőzés pályaválasztója mindig az alapszakaszban jobb helyezést elért csapat, a további mérkőzéseken a pályaválasztói jog ez előzőhöz képest felcserélődik.
Felsőházi rájátszás
Az 1-8. helyen végzett csapatok kerülnek a felsőházi rájátszás negyeddöntőjébe, ahol a helyezésüknek megfelelően az 1–8., 2–7., 3–6., és 4–5. párosításokban mérkőznek meg egymással. A negyeddöntők győztesei a felsőházi rájátszás elődöntőjében folytatják, a vesztesek pedig az 5-8. helyért játszanak. A felsőházi rájátszás elődöntőjének győztesei játszanak a bajnoki címért, a vesztesek pedig a bronzéremért.
Alsóházi rájátszás
Az alapszakasz befejeztével a 9-14. helyen végzett csapatok helyezésük alapján az alsóházi rájátszás első fordulójában a 9–14., 10–13. és 11–12. párosításban mérkőzik, végső helyezésüket a rájátszás második fordulójában érik el.

## Az alapszakasz
A junior válogatott lehetőség szerint a forduló utáni kedden, fix játéknapokon játszik. A nem fővárosi csapatokkal mindkét mérkőzésüket vendégként, idegenben játssza le.

### Végeredménye
| #   | Csapat                | M  | GY | D | V  | G+ – G– | GK   | P  | Megjegyzések               |
| --- | --------------------- | -- | -- | - | -- | ------- | ---- | -- | -------------------------- |
| 1.  | A-Híd SzegedK         | 26 | 24 | 1 | 1  | 321–190 | +131 | 73 | Rájátszás a bajnoki címért |
| 2.  | ZF-Eger               | 26 | 23 | 2 | 1  | 318–149 | +169 | 71 | Rájátszás a bajnoki címért |
| 3.  | TEVA-VasasCV          | 26 | 22 | 3 | 1  | 278–171 | +107 | 69 | Rájátszás a bajnoki címért |
| 4.  | Szolnoki Dózsa-KÖZGÉP | 26 | 19 | 1 | 6  | 307–154 | +153 | 58 | Rájátszás a bajnoki címért |
| 5.  | Debreceni VSE         | 26 | 16 | 2 | 8  | 261–208 | +53  | 50 | Rájátszás a bajnoki címért |
| 6.  | Groupama Honvéd       | 26 | 14 | 1 | 11 | 209–206 | +3   | 43 | Rájátszás a bajnoki címért |
| 7.  | BVSC-Zugló            | 26 | 14 | 0 | 12 | 230–222 | +8   | 42 | Rájátszás a bajnoki címért |
| 8.  | Szentesi VK           | 26 | 11 | 0 | 15 | 232–276 | −44  | 33 | Rájátszás a bajnoki címért |
| 9.  | Orvosegyetem SC       | 26 | 9  | 3 | 14 | 209–261 | −52  | 30 | Rájátszás a 9–14. helyért  |
| 10. | EKF-EgerFood-ImolaÚ   | 26 | 5  | 2 | 19 | 171–269 | −98  | 17 | Rájátszás a 9–14. helyért  |
| 11. | Junior válogatottÚ    | 26 | 5  | 2 | 19 | 226–312 | −86  | 17 | Rájátszás a 9–14. helyért  |
| 12. | Széchenyi Bank-FTC    | 26 | 4  | 2 | 20 | 173–267 | −94  | 14 | Rájátszás a 9–14. helyért  |
| 13. | PVSK-Füszért          | 26 | 4  | 0 | 22 | 210–322 | −112 | 12 | Rájátszás a 9–14. helyért  |
| 14. | Kaposvári VK          | 26 | 2  | 1 | 23 | 175–313 | −138 | 5  | Rájátszás a 9–14. helyért  |

Utolsó frissítés: 2012. június 8. 
Forrás: Magyar vízilabda-szövetség 
A rangsorolás alapszabályai: 1. összpontszám, 2. egymás elleni mérkőzések pontkülönbsége, 3. egymás elleni mérkőzések gólkülönbsége, 4. gólkülönbség, 5. szerzett gólok száma, 6. sorsolás.
(B): Bajnokcsapat, (K): Kieső csapat, (F): Feljutó csapat, (I): Kupainduló, (R): A rájátszás győztese, (KGY): Kupagyőztes

### Eredményei
| Hazai \ Vendég1       | BVSC  | DVSE  | EGER  | EKF  | FTC    | HON   | JUN   | KAP   | OSC   | PVSK  | SZEG  | SZEN  | SZOL | VAS   |
| BVSC-Zugló            |       | 9–15  | 4–9   | 13–2 | 11–9   | 10–9  | 12–8  | 12–4  | 8–6   | 13–11 | 10–13 | 9–5   | 5–6  | 5–10  |
| Debreceni VSE         | 14–10 |       | 3–9   | 13–6 | 11–6   | 6–9   | 14–7  | 14–7  | 10–10 | 15–6  | 9–10  | 16–7  | 5–5  | 5–10  |
| ZF-Eger               | 8–1   | 12–7  |       | 15–8 | 16–4   | 15–3  | 15–7  | 15–4  | 22–3  | 20–6  | 11–8  | 20–6  | 7–6  | 7–7   |
| EKF-EgerFood-Imola    | 7–6   | 9–12  | 7–13  |      | 5–5    | 10–11 | 7–7   | 5–8   | 6–8   | 10–8  | 8–13  | 6–7   | 3–13 | 8–14  |
| Széchenyi Bank-FTC    | 7–11  | 8–15  | 6–9   | 6–8  |        | 6–10  | 6–12  | 10–6  | 4–7   | 11–8  | 3–17  | 7–11  | 4–9  | 7–10  |
| Groupama Honvéd       | 10–6  | 2–4   | 6–7   | 8–3  | 8–6    |       | 10–5  | 12–4  | 10–6  | 11–6  | 5–9   | 14–8  | 5–11 | 3–8   |
| Junior válogatott     | 8–9   | 11–16 | 7–15  | 7–7  | 8–10   | 13–5  |       | 11–14 | 8–9   | 9–10  | 9–17  | 8–14  | 14–5 | 11–20 |
| Kaposvári VK          | 8–16  | 7–10  | 5–13  | 5–8  | 7–7    | 9–11  | 7–9   |       | 7–12  | 14–9  | 7–14  | 7–9   | 6–17 | 5–11  |
| Orvosegyetem SC       | 6–10  | 6–9   | 6–14  | 11–8 | 4–7    | 9–9   | 10–10 | 13–4  |       | 14–7  | 7–19  | 14–13 | 5–13 | 6–9   |
| PVSK-Füszért          | 7–9   | 5–12  | 2–9   | 11–9 | 12–9   | 8–13  | 8–11  | 12–11 | 10–13 |       | 11–13 | 9–11  | 6–17 | 7–9   |
| A-Híd Szeged          | 14–10 | 11–6  | 9–7   | 15–7 | 11–5   | 7–6   | 18–10 | 17–7  | 12–5  | 13–6  |       | 13–8  | 6–4  | 9–9   |
| Szentesi VK           | 6–7   | 8–9   | 7–12  | 11–7 | 11–101 | 6–9   | 12–9  | 14–6  | 7–6   | 15–11 | 8–15  |       | 7–13 | 6–11  |
| Szolnoki Dózsa-KÖZGÉP | 12–7  | 6–5   | 10–11 | 19–3 | 18–6   | 12–4  | 17–4  | 18–5  | 14–7  | 19–7  | 5–7   | 15–8  |      | 6–7   |
| TEVA-Vasas            | 8–7   | 12–6  | 7–7   | 11–3 | 12–4   | 12–6  | 18–10 | 11–4  | 11–6  | 12–7  | 7–11  | 13–7  | 9–8  |       |

Utolsó felvett mérkőzés dátuma: 2013. április 13. 
Forrás: Magyar Vízilabda-szövetség 
1A hazai csapatok a bal oldali oszlopban szerepelnek.
Színek: Zöld = hazai győzelem; Sárga = döntetlen; Piros = vendéggyőzelem.
 
Megjegyzések
1. A 2012. október 27-én lejátszott Szentesi VK–FTC Waterpolo-mérkőzés 12–11-es végeredményét a Magyar Vízilabda-szövetség törölte, miután jóváhagyta a vendégcsapat óvását. Tíz másodperccel a találkozó vége előtt 11–10-re vezetett a hazai csapat, amikor a zöld-fehér gárda ötméteres büntetőhöz jutott. A szentesi Tóth Zoltán kirúgta a büntetődobást érvényesíteni készülő Deutsch Máté kezei közül a labdát, amiért a szabályok értelmében cserével végleges kiállítást kellett volna kapnia. A büntetőt a ferencvárosi játékos érvényesítette, majd négy másodperccel a mérkőzés vége előtt a Szentes is ötmétereshez jutott, a végeredményt a korábban szabálytalanságot elkövető Tóth állította be. A bajnoki mérkőzést 2013. február 28-ig újrajátsszák.[2][3]
2. A 2013. december 8-ra kiírt bajnoki mérkőzések az erős havazás során kialakult utazási nehézségek miatt elmaradtak.

## Rájátszás

### Út a bajnoki címig
|  | Negyeddöntők | Negyeddöntők          | Negyeddöntők | Negyeddöntők          | Negyeddöntők |                       |    | Elődöntők | Elődöntők | Elődöntők | Elődöntők | Elődöntők |  |  | Döntő | Döntő | Döntő | Döntő | Döntő |  |
|  |              |                       |              |                       |              |                       |    |           |           |           |           |           |  |  |       |       |       |       |       |  |
|  |              | A-Híd Szeged          | 14           | 17                    |              |                       |    |           |           |           |           |           |  |  |       |       |       |       |       |  |
|  |              | A-Híd Szeged          | 14           | 17                    |              |                       |    |           |           |           |           |           |  |  |       |       |       |       |       |  |
|  |              | Szentesi VK           | 7            | 5                     |              |                       |    |           |           |           |           |           |  |  |       |       |       |       |       |  |
|  |              | Szentesi VK           | 7            | 5                     | 1            | A-Híd Szeged          | 9  | 8         |           |           |           |           |  |  |       |       |       |       |       |  |
|  |              |                       |              |                       |              | A-Híd Szeged          | 9  | 8         |           |           |           |           |  |  |       |       |       |       |       |  |
|  |              |                       | 4            | Szolnoki Dózsa-KÖZGÉP | 11           | 11                    |    |           |           |           |           |           |  |  |       |       |       |       |       |  |
|  |              | Szolnoki Dózsa-KÖZGÉP | 4            | Szolnoki Dózsa-KÖZGÉP | 11           | 11                    | 12 | 8         |           |           |           |           |  |  |       |       |       |       |       |  |
|  |              |                       |              |                       |              |                       |    | 8         |           |           |           |           |  |  |       |       |       |       |       |  |
|  |              | Debreceni VSE         | 6            | 4                     |              |                       |    |           |           |           |           |           |  |  |       |       |       |       |       |  |
|  |              | Debreceni VSE         | 6            | 4                     | 4            | Szolnoki Dózsa-KÖZGÉP | 7  | 6         | 9         |           |           |           |  |  |       |       |       |       |       |  |
|  |              |                       |              |                       |              |                       |    |           |           |           |           |           |  |  |       |       |       |       |       |  |
|  |              |                       | 2            | ZF-Eger               | 9            | 7                     | 10 |           |           |           |           |           |  |  |       |       |       |       |       |  |
|  |              | TEVA-Vasas-UNIQA      | 2            | ZF-Eger               | 9            | 7                     | 10 | 8         | 9         |           |           |           |  |  |       |       |       |       |       |  |
|  |              |                       |              |                       |              |                       |    | 8         | 9         |           |           |           |  |  |       |       |       |       |       |  |
|  |              | Groupama Honvéd       | 7            | 7                     |              |                       |    |           |           |           |           |           |  |  |       |       |       |       |       |  |
|  |              | Groupama Honvéd       | 7            | 7                     | 3            | TEVA-Vasas-UNIQA      | 10 | 6         |           |           |           |           |  |  |       |       |       |       |       |  |
|  |              |                       |              |                       |              | TEVA-Vasas-UNIQA      | 10 | 6         |           |           |           |           |  |  |       |       |       |       |       |  |
|  |              |                       | 2            | ZF-Eger               | 13           | 8                     |    |           |           |           |           |           |  |  |       |       |       |       |       |  |
|  |              | ZF-Eger               | 2            | ZF-Eger               | 13           | 8                     | 16 | 13        |           |           |           |           |  |  |       |       |       |       |       |  |
|  |              |                       |              |                       |              |                       |    | 13        |           |           |           |           |  |  |       |       |       |       |       |  |
|  |              | BVSC-Zugló            | 5            | 8                     |              |                       |    |           |           |           |           |           |  |  |       |       |       |       |       |  |

### Negyeddöntők
Az alapszakasz befejeztével az 1-8. helyen végzett csapatok kerülnek a negyeddöntőkbe.A negyeddöntők győztesei kerülnek az elődöntőkbe, a vesztesek az 5-8. helyért játszanak.
|                                      | Győz. száma |                                |
| ------------------------------------ | ----------- | ------------------------------ |
| A-Híd Szeged (1. helyezett)          | 2 – 0       | Szentesi VK (8. helyezett)     |
| ZF-Eger (2. helyezett)               | 2 – 0       | BVSC-Zugló (7. helyezett)      |
| TEVA-Vasas (3. helyezett)            | 2 – 0       | Groupama Honvéd (6. helyezett) |
| Szolnoki Dózsa-KÖZGÉP (4. helyezett) | 2 – 0       | Debreceni VSE (5. helyezett)   |

(Zárójelben az alapszakaszbeli bajnoki helyezés olvasható.)
1. mérkőzések
| 2013. április 19. 19:00 | A-Híd Szeged         | 14-7             | Szentesi VK   | Szegedi Sportuszoda, Szeged Játékvezetők: Bors, Vojvoda |
| 2013. április 19. 19:00 | (2-0, 6-2, 4-2, 2-3) |                  |               | Szegedi Sportuszoda, Szeged Játékvezetők: Bors, Vojvoda |
| 2013. április 19. 19:00 | két játékos 3        | Jegyzőkönyv      | Tóth Zoltán 3 | Szegedi Sportuszoda, Szeged Játékvezetők: Bors, Vojvoda |
| 2013. április 19. 19:00 | 6/12                 | Gól / emberelőny | 2/10          | Szegedi Sportuszoda, Szeged Játékvezetők: Bors, Vojvoda |
| 2013. április 19. 19:00 | 1/1                  | Gól / ötméteres  | 2/2           | Szegedi Sportuszoda, Szeged Játékvezetők: Bors, Vojvoda |

| 2013. április 20. 18:00 | ZF-Eger              | 16-5             | BVSC-Zugló   | Bitskey Aladár Uszoda, Eger Játékvezetők: Horváth, Dodog |
| 2013. április 20. 18:00 | (3-1, 3-1, 5-2, 5-1) |                  |              | Bitskey Aladár Uszoda, Eger Játékvezetők: Horváth, Dodog |
| 2013. április 20. 18:00 | Varga Zsolt 3        | Jegyzőkönyv      | öt játékos 1 | Bitskey Aladár Uszoda, Eger Játékvezetők: Horváth, Dodog |
| 2013. április 20. 18:00 | 3/11                 | Gól / emberelőny | 1/6          | Bitskey Aladár Uszoda, Eger Játékvezetők: Horváth, Dodog |
| 2013. április 20. 18:00 | 3/3                  | Gól / ötméteres  | 0/1          | Bitskey Aladár Uszoda, Eger Játékvezetők: Horváth, Dodog |

| 2013. április 20. 19:30 | TEVA-Vasas           | 8-7              | Groupama Honvéd | Komjádi Béla Sportuszoda, Budapest Játékvezetők: Németh, Fekete |
| 2013. április 20. 19:30 | (2-1, 3-2, 1-3, 2-1) |                  |                 | Komjádi Béla Sportuszoda, Budapest Játékvezetők: Németh, Fekete |
| 2013. április 20. 19:30 | Brguljan Drasko 3    | Jegyzőkönyv      | Fülöp Bence 4   | Komjádi Béla Sportuszoda, Budapest Játékvezetők: Németh, Fekete |
| 2013. április 20. 19:30 | 4/10                 | Gól / emberelőny | 2/4             | Komjádi Béla Sportuszoda, Budapest Játékvezetők: Németh, Fekete |
| 2013. április 20. 19:30 | 1/1                  | Gól / ötméteres  | 2/2             | Komjádi Béla Sportuszoda, Budapest Játékvezetők: Németh, Fekete |

| 2013. április 20. 14:45 | Szolnoki Dózsa-KÖZGÉP | 12-6             | Debreceni VSE  | Tiszaligeti Uszoda, Szolnok Játékvezetők: Füzesi, Székely |
| 2013. április 20. 14:45 | (1-2, 3-2, 4-1, 4-1)  |                  |                | Tiszaligeti Uszoda, Szolnok Játékvezetők: Füzesi, Székely |
| 2013. április 20. 14:45 | Milan Aleksic 3       | Jegyzőkönyv      | Letica Boris 2 | Tiszaligeti Uszoda, Szolnok Játékvezetők: Füzesi, Székely |
| 2013. április 20. 14:45 | 6/11                  | Gól / emberelőny | 3/6            | Tiszaligeti Uszoda, Szolnok Játékvezetők: Füzesi, Székely |
| 2013. április 20. 14:45 | 0/1                   | Gól / ötméteres  | 0/0            | Tiszaligeti Uszoda, Szolnok Játékvezetők: Füzesi, Székely |

2. mérkőzések
| 2013. április 20. 11:00 | Szentesi VK          | 5-17             | A-Híd Szeged    | Szentesi Uszoda, Szentes Játékvezetők: Csanádi, Marnitz |
| 2013. április 20. 11:00 | (1-4, 2-3, 2-5, 0-5) |                  |                 | Szentesi Uszoda, Szentes Játékvezetők: Csanádi, Marnitz |
| 2013. április 20. 11:00 | két játékos 2        | Jegyzőkönyv      | Szivós Márton 7 | Szentesi Uszoda, Szentes Játékvezetők: Csanádi, Marnitz |
| 2013. április 20. 11:00 | 2/16                 | Gól / emberelőny | 4/15            | Szentesi Uszoda, Szentes Játékvezetők: Csanádi, Marnitz |
| 2013. április 20. 11:00 | 0/0                  | Gól / ötméteres  | 0/0             | Szentesi Uszoda, Szentes Játékvezetők: Csanádi, Marnitz |

| 2013. április 24. 19:45 | BVSC-Zugló           | 8-13             | ZF-Eger        | Szőnyi úti Uszoda, Budapest Játékvezetők: Rubos, Fekete |
| 2013. április 24. 19:45 | (1-4, 2-2, 2-4, 3-3) |                  |                | Szőnyi úti Uszoda, Budapest Játékvezetők: Rubos, Fekete |
| 2013. április 24. 19:45 | Létay Krisztián 4    | Jegyzőkönyv      | négy játékos 2 | Szőnyi úti Uszoda, Budapest Játékvezetők: Rubos, Fekete |
| 2013. április 24. 19:45 | 1/5                  | Gól / emberelőny | 7/9            | Szőnyi úti Uszoda, Budapest Játékvezetők: Rubos, Fekete |
| 2013. április 24. 19:45 | 1/1                  | Gól / ötméteres  | 1/1            | Szőnyi úti Uszoda, Budapest Játékvezetők: Rubos, Fekete |

| 2013. április 24. 20:00 | Groupama Honvéd      | 7-9              | TEVA-Vasas     | Kőér utcai Uszoda, Budapest Játékvezetők: Székely, Vogel |
| 2013. április 24. 20:00 | (2-2, 3-1, 0-2, 2-4) |                  |                | Kőér utcai Uszoda, Budapest Játékvezetők: Székely, Vogel |
| 2013. április 24. 20:00 | Fülöp Bence 2        | Jegyzőkönyv      | Vámos Márton 4 | Kőér utcai Uszoda, Budapest Játékvezetők: Székely, Vogel |
| 2013. április 24. 20:00 | 2/8                  | Gól / emberelőny | 4/9            | Kőér utcai Uszoda, Budapest Játékvezetők: Székely, Vogel |
| 2013. április 24. 20:00 | 0/1                  | Gól / ötméteres  | 0/0            | Kőér utcai Uszoda, Budapest Játékvezetők: Székely, Vogel |

| 2013. április 24. 19:30 | Debreceni VSE        | 4-8              | Szolnoki Dózsa-KÖZGÉP | Debreceni Uszoda, Debrecen Játékvezetők: Juhász, Kun |
| 2013. április 24. 19:30 | (0-2, 2-2, 1-3, 1-1) |                  |                       | Debreceni Uszoda, Debrecen Játékvezetők: Juhász, Kun |
| 2013. április 24. 19:30 | Vindisch Ferenc 2    | Jegyzőkönyv      | Milan Aleksic 3       | Debreceni Uszoda, Debrecen Játékvezetők: Juhász, Kun |
| 2013. április 24. 19:30 | 1/3                  | Gól / emberelőny | 3/6                   | Debreceni Uszoda, Debrecen Játékvezetők: Juhász, Kun |
| 2013. április 24. 19:30 | 1/1                  | Gól / ötméteres  | 0/0                   | Debreceni Uszoda, Debrecen Játékvezetők: Juhász, Kun |

### 9-14. helyért
A rájátszás első fordulójában az alapszakasz 9-14. helyezettjei, két győzelemig tartó páros mérkőzéseken döntenek a rájátszás második fordulójába jutásról, a következő párosításban: 9 és 14, 10 és 13, 11 és 12.
|                                    | Győz. száma |                                    |
| ---------------------------------- | ----------- | ---------------------------------- |
| Orvosegyetem SC (9. helyezett)     | 2 – 0       | Kaposvári VK (14. helyezett)       |
| EKF-EgerFood-Imola (10. helyezett) | 2 – 1       | PVSK-Füszért (13. helyezett)       |
| Junior válogatott (11. helyezett)  | 2 – 0       | Széchenyi Bank-FTC (12. helyezett) |

(Zárójelben az alapszakaszbeli bajnoki helyezés olvasható.)
1. mérkőzések
| 2013. április 20. 19:45 | Orvosegyetem SC      | 11-5             | Kaposvári VK            | Nyéki Imre Uszoda, Budapest Játékvezetők: Vogel, Vojvoda |
| 2013. április 20. 19:45 | (1-0, 3-1, 3-3, 4-1) |                  |                         | Nyéki Imre Uszoda, Budapest Játékvezetők: Vogel, Vojvoda |
| 2013. április 20. 19:45 | két játékos 3        | Jegyzőkönyv      | Juhász-Szelei Norbert 2 | Nyéki Imre Uszoda, Budapest Játékvezetők: Vogel, Vojvoda |
| 2013. április 20. 19:45 | 3/7                  | Gól / emberelőny | 2/8                     | Nyéki Imre Uszoda, Budapest Játékvezetők: Vogel, Vojvoda |
| 2013. április 20. 19:45 | 2/5                  | Gól / ötméteres  | 1/2                     | Nyéki Imre Uszoda, Budapest Játékvezetők: Vogel, Vojvoda |

| 2013. április 20. 12:00 | EKF-EgerFood-Imola   | 7-5              | PVSK-Füszért     | Bitskey Aladár Uszoda, Eger Játékvezetők: Kun, Juhász |
| 2013. április 20. 12:00 | (1-1, 2-1, 2-1, 2-2) |                  |                  | Bitskey Aladár Uszoda, Eger Játékvezetők: Kun, Juhász |
| 2013. április 20. 12:00 | Keresztes István 3   | Jegyzőkönyv      | Kistamás Zsolt 2 | Bitskey Aladár Uszoda, Eger Játékvezetők: Kun, Juhász |
| 2013. április 20. 12:00 | 1/13                 | Gól / emberelőny | 4/14             | Bitskey Aladár Uszoda, Eger Játékvezetők: Kun, Juhász |
| 2013. április 20. 12:00 | 0/0                  | Gól / ötméteres  | 0/0              | Bitskey Aladár Uszoda, Eger Játékvezetők: Kun, Juhász |

| 2013. április 18. 19:45 | Junior válogatott    | 13-8             | Széchenyi Bank-FTC | Hajós Alfréd Sportuszoda, Budapest Játékvezetők: Rubos, Marjay |
| 2013. április 18. 19:45 | (2-3, 5-1, 4-1, 2-3) |                  |                    | Hajós Alfréd Sportuszoda, Budapest Játékvezetők: Rubos, Marjay |
| 2013. április 18. 19:45 | Zalánki Gergő 3      | Jegyzőkönyv      | Francsics Dániel 4 | Hajós Alfréd Sportuszoda, Budapest Játékvezetők: Rubos, Marjay |
| 2013. április 18. 19:45 | 2/5                  | Gól / emberelőny | 3/7                | Hajós Alfréd Sportuszoda, Budapest Játékvezetők: Rubos, Marjay |
| 2013. április 18. 19:45 | 1/2                  | Gól / ötméteres  | 2/2                | Hajós Alfréd Sportuszoda, Budapest Játékvezetők: Rubos, Marjay |

2. mérkőzések
| 2013. április 24. 19:30 | Kaposvári VK         | 9-10             | Orvosegyetem SC  | Kaposvári Városi Fürdő, Kaposvár Játékvezetők: Füzesi, Marnitz |
| 2013. április 24. 19:30 | (2-3, 1-2, 5-2, 1-3) |                  |                  | Kaposvári Városi Fürdő, Kaposvár Játékvezetők: Füzesi, Marnitz |
| 2013. április 24. 19:30 | két játékos 3        | Jegyzőkönyv      | Hoppál Gergely 3 | Kaposvári Városi Fürdő, Kaposvár Játékvezetők: Füzesi, Marnitz |
| 2013. április 24. 19:30 | 3/10                 | Gól / emberelőny | 4/12             | Kaposvári Városi Fürdő, Kaposvár Játékvezetők: Füzesi, Marnitz |
| 2013. április 24. 19:30 | 1/1                  | Gól / ötméteres  | 0/1              | Kaposvári Városi Fürdő, Kaposvár Játékvezetők: Füzesi, Marnitz |

| 2013. április 24. 19:00 | PVSK-Füszért                   | 17-16 (h. u.)    | EKF-EgerFood-Imola | Abay Nemes Oszkár, Pécs Játékvezetők: Németh, Marjay |
| 2013. április 24. 19:00 | (1-3, 3-2, 3-1, 3-4, 0-2, 2-0) |                  |                    | Abay Nemes Oszkár, Pécs Játékvezetők: Németh, Marjay |
| 2013. április 24. 19:00 | Ágner Zoltán 6                 | Jegyzőkönyv      | Zalánki Gergő 4    | Abay Nemes Oszkár, Pécs Játékvezetők: Németh, Marjay |
| 2013. április 24. 19:00 | Büntetőpárbaj:                 |                  |                    | Abay Nemes Oszkár, Pécs Játékvezetők: Németh, Marjay |
| 2013. április 24. 19:00 | 5 – 4                          |                  |                    | Abay Nemes Oszkár, Pécs Játékvezetők: Németh, Marjay |
| 2013. április 24. 19:00 | 3/18                           | Gól / emberelőny | 2/11               | Abay Nemes Oszkár, Pécs Játékvezetők: Németh, Marjay |
| 2013. április 24. 19:00 | 6/2                            | Gól / ötméteres  | 7/3                | Abay Nemes Oszkár, Pécs Játékvezetők: Németh, Marjay |

| 2013. április 23. 19:30 | Széchenyi Bank-FTC   | 5-8              | Junior válogatott | FTC USzoda, Budapest Játékvezetők: Horváth, Birri |
| 2013. április 23. 19:30 | (0-2, 2-1, 0-3, 3-2) |                  |                   | FTC USzoda, Budapest Játékvezetők: Horváth, Birri |
| 2013. április 23. 19:30 | Francsis Dániel 2    | Jegyzőkönyv      | két játékos 2     | FTC USzoda, Budapest Játékvezetők: Horváth, Birri |
| 2013. április 23. 19:30 | 2/9                  | Gól / emberelőny | 5/11              | FTC USzoda, Budapest Játékvezetők: Horváth, Birri |
| 2013. április 23. 19:30 | 1/1                  | Gól / ötméteres  | 0/0               | FTC USzoda, Budapest Játékvezetők: Horváth, Birri |

3. mérkőzések
| 2013. április 27. 13:00 | EKF-EgerFood-Imola   | 9-7              | PVSK-Füszért       | Bitskey Aladár Uszoda, Eger Játékvezetők: Vogel, Vojvoda |
| 2013. április 27. 13:00 | (2-0, 2-2, 0-2, 3-3) |                  |                    | Bitskey Aladár Uszoda, Eger Játékvezetők: Vogel, Vojvoda |
| 2013. április 27. 13:00 | Zalánki Gergő 3      | Jegyzőkönyv      | Monostori Attila 3 | Bitskey Aladár Uszoda, Eger Játékvezetők: Vogel, Vojvoda |
| 2013. április 27. 13:00 | 1/18                 | Gól / emberelőny | 2/13               | Bitskey Aladár Uszoda, Eger Játékvezetők: Vogel, Vojvoda |
| 2013. április 27. 13:00 | 3/2                  | Gól / ötméteres  | 1/1                | Bitskey Aladár Uszoda, Eger Játékvezetők: Vogel, Vojvoda |

### 5-8. helyért
Az 5-8. helyezések eldöntéséért a negyeddöntő vesztesei játszanak két győzelemig tartó páros mérkőzést. A páros mérkőzések győztesei játszanak az 5-6., a vesztesei a 7-8. helyért két győzelemig tartó páros mérkőzést.
|                                | Győz. száma |                            |
| ------------------------------ | ----------- | -------------------------- |
| Debreceni VSE (5. helyezett)   | 2 – 0       | Szentesi VK (8. helyezett) |
| Groupama Honvéd (6. helyezett) | 2 – 0       | BVSC-Zugló (7. helyezett)  |

(Zárójelben az alapszakaszbeli bajnoki helyezés olvasható.)
1. mérkőzések
| 2013. május 5. 18:00 | Debreceni VSE        | 10-9             | Szentesi VK  | Debreceni Uszoda, Debrecen Játékvezetők: Marjay, Vogel |
| 2013. május 5. 18:00 | (2-2, 2-3, 3-1, 3-3) |                  |              | Debreceni Uszoda, Debrecen Játékvezetők: Marjay, Vogel |
| 2013. május 5. 18:00 | négy játékos 2       | Jegyzőkönyv      | Regős Áron 3 | Debreceni Uszoda, Debrecen Játékvezetők: Marjay, Vogel |
| 2013. május 5. 18:00 | 3/11                 | Gól / emberelőny | 2/8          | Debreceni Uszoda, Debrecen Játékvezetők: Marjay, Vogel |
| 2013. május 5. 18:00 | 1/2                  | Gól / ötméteres  | 1/2          | Debreceni Uszoda, Debrecen Játékvezetők: Marjay, Vogel |

| 2013. május 8. 18:00 | Groupama Honvéd       | 8-6              | BVSC-Zugló       | Kőér Utcai Uszoda, Budapest Játékvezetők: Madarasi, Füzesi |
| 2013. május 8. 18:00 | (1-1, 5-2, 2-2, 0-1,) |                  |                  | Kőér Utcai Uszoda, Budapest Játékvezetők: Madarasi, Füzesi |
| 2013. május 8. 18:00 | Kiss Gergely 5        | Jegyzőkönyv      | Bedő Krisztián 4 | Kőér Utcai Uszoda, Budapest Játékvezetők: Madarasi, Füzesi |
| 2013. május 8. 18:00 | 3/10                  | Gól / emberelőny | 1/14             | Kőér Utcai Uszoda, Budapest Játékvezetők: Madarasi, Füzesi |
| 2013. május 8. 18:00 | 1/3                   | Gól / ötméteres  | 0/0              | Kőér Utcai Uszoda, Budapest Játékvezetők: Madarasi, Füzesi |

2. mérkőzések
| 2013. május 8. 18:00 | Szentesi VK          | 7-12             | Debreceni VSE    | Szentesi Uszoda, Szentes Játékvezetők: Marosvári, Vogel |
| 2013. május 8. 18:00 | (2-3, 2-4, 2-3, 1-2) |                  |                  | Szentesi Uszoda, Szentes Játékvezetők: Marosvári, Vogel |
| 2013. május 8. 18:00 | Bálint Gergő 3       | Jegyzőkönyv      | Giorgetti Alex 4 | Szentesi Uszoda, Szentes Játékvezetők: Marosvári, Vogel |
| 2013. május 8. 18:00 | 2/9                  | Gól / emberelőny | 2/10             | Szentesi Uszoda, Szentes Játékvezetők: Marosvári, Vogel |
| 2013. május 8. 18:00 | 2/3                  | Gól / ötméteres  | 1/1              | Szentesi Uszoda, Szentes Játékvezetők: Marosvári, Vogel |

| 2013. május 8. 19:45 | BVSC-Zugló           | 6-7              | Groupama Honvéd | Szőnyi úti Uszoda, Budapest Játékvezetők: Marjay, Horváth |
| 2013. május 8. 19:45 | (2-0, 2-2, 1-2, 1-3) |                  |                 | Szőnyi úti Uszoda, Budapest Játékvezetők: Marjay, Horváth |
| 2013. május 8. 19:45 | két játékos 2        | Jegyzőkönyv      | Mátyás Zoltán 3 | Szőnyi úti Uszoda, Budapest Játékvezetők: Marjay, Horváth |
| 2013. május 8. 19:45 | 0/5                  | Gól / emberelőny | 0/8             | Szőnyi úti Uszoda, Budapest Játékvezetők: Marjay, Horváth |
| 2013. május 8. 19:45 | 1/1                  | Gól / ötméteres  | 0/0             | Szőnyi úti Uszoda, Budapest Játékvezetők: Marjay, Horváth |

### Elődöntők
Az elődöntőben a negyeddöntő győztesei játszanak két győzelemig tartó páros mérkőzést a Döntőbe jutásért. Az elődöntő mérkőzéseinek győztesei mérkőznek a bajnoki címért, a vesztesek a 3-4. helyért játszanak két győzelemig tartó páros mérkőzést.
|                             | Győz. száma |                                      |
| --------------------------- | ----------- | ------------------------------------ |
| A-Híd Szeged (1. helyezett) | 0 – 2       | Szolnoki Dózsa-KÖZGÉP (4. helyezett) |
| ZF-Eger (2. helyezett)      | 2 – 0       | TEVA-Vasas (3. helyezett)            |

(Zárójelben az alapszakaszbeli bajnoki helyezés olvasható.)
1. mérkőzések
| 2013. május 5. 11:00 | A-Híd Szeged         | 9-11             | Szolnoki Dózsa-KÖZGÉP | Szegedi Sportuszoda, Szeged Nézőszám: Juhász, Székely |
| 2013. május 5. 11:00 | (3-4, 2-3, 1-1, 3-3) |                  |                       | Szegedi Sportuszoda, Szeged Nézőszám: Juhász, Székely |
| 2013. május 5. 11:00 | Kayes Joseph 3       | Jegyzőkönyv      | Milan Aleksic 3       | Szegedi Sportuszoda, Szeged Nézőszám: Juhász, Székely |
| 2013. május 5. 11:00 | 3/11                 | Gól / emberelőny | 1/11                  | Szegedi Sportuszoda, Szeged Nézőszám: Juhász, Székely |
| 2013. május 5. 11:00 | 1/3                  | Gól / ötméteres  | 1/1                   | Szegedi Sportuszoda, Szeged Nézőszám: Juhász, Székely |

| 2013. május 4. 17:15 | ZF-Eger              | 13-10            | TEVA-Vasas    | Bitskey Aladár Uszoda, Eger Játékvezetők: Németh, Vojvoda |
| 2013. május 4. 17:15 | (2-3, 5-2, 4-3, 2-2) |                  |               | Bitskey Aladár Uszoda, Eger Játékvezetők: Németh, Vojvoda |
| 2013. május 4. 17:15 | Biros Péter 4        | Jegyzőkönyv      | két játékos 3 | Bitskey Aladár Uszoda, Eger Játékvezetők: Németh, Vojvoda |
| 2013. május 4. 17:15 | 6/11                 | Gól / emberelőny | 3/11          | Bitskey Aladár Uszoda, Eger Játékvezetők: Németh, Vojvoda |
| 2013. május 4. 17:15 | 1/1                  | Gól / ötméteres  | 0/1           | Bitskey Aladár Uszoda, Eger Játékvezetők: Németh, Vojvoda |

2. mérkőzések
| 2013. május 8. 18:30 | Szolnoki Dózsa-KÖZGÉP | 11-8             | A-Híd Szeged  | Tiszaligeti Uszoda, Szolnok Játékvezetők: Németh, Kun |
| 2013. május 8. 18:30 | (2-1, 2-3, 4-3, 3-1)  |                  |               | Tiszaligeti Uszoda, Szolnok Játékvezetők: Németh, Kun |
| 2013. május 8. 18:30 | két játékos 4         | Jegyzőkönyv      | két játékos 2 | Tiszaligeti Uszoda, Szolnok Játékvezetők: Németh, Kun |
| 2013. május 8. 18:30 | 1/11                  | Gól / emberelőny | 2/8           | Tiszaligeti Uszoda, Szolnok Játékvezetők: Németh, Kun |
| 2013. május 8. 18:30 | 3/2                   | Gól / ötméteres  | 1/1           | Tiszaligeti Uszoda, Szolnok Játékvezetők: Németh, Kun |

| 2013. május 7. 19:00 | TEVA-Vasas           | 6-8              | ZF-Eger       | Komjádi Béla Sportuszoda, Budapest Játékvezetők: Juhász, Székely |
| 2013. május 7. 19:00 | (2-2, 1-5, 2-0, 1-1) |                  |               | Komjádi Béla Sportuszoda, Budapest Játékvezetők: Juhász, Székely |
| 2013. május 7. 19:00 | Katonás Gergely 3    | Jegyzőkönyv      | Biros Péter 2 | Komjádi Béla Sportuszoda, Budapest Játékvezetők: Juhász, Székely |
| 2013. május 7. 19:00 | 3/12                 | Gól / emberelőny | 1/8           | Komjádi Béla Sportuszoda, Budapest Játékvezetők: Juhász, Székely |
| 2013. május 7. 19:00 | 2/2                  | Gól / ötméteres  | 0/0           | Komjádi Béla Sportuszoda, Budapest Játékvezetők: Juhász, Székely |

## Helyosztók
A párharcok az egyik fél második győzelméig tartanak.(9-11. és a 12-14. helyért körmérkőzést játszanak, a döntő az egyik fél harmadik győzelméig tart)

### 12-14. helyért
| Csapat             | M | Gy | D | V | G+ | G- | Gk | P |
| ------------------ | - | -- | - | - | -- | -- | -- | - |
| Széchenyi Bank-FTC | 4 | 2  | 1 | 1 | 25 | 24 | +1 | 7 |
| PVSK-Füszért       | 4 | 1  | 2 | 1 | 26 | 26 | 0  | 5 |
| Kaposvári VK       | 4 | 1  | 1 | 2 | 33 | 34 | −1 | 4 |

1. forduló
| 2013. május 5. 17:00 | Széchenyi Bank-FTC   | 12-8             | Kaposvári VK    | FTC USzoda, Budapest Játékvezetők: Mucskai, Kun |
| 2013. május 5. 17:00 | (3-2, 4-2, 2-2, 3-2) |                  |                 | FTC USzoda, Budapest Játékvezetők: Mucskai, Kun |
| 2013. május 5. 17:00 | Paján Viktor 5       | Jegyzőkönyv      | Danijel Benic 4 | FTC USzoda, Budapest Játékvezetők: Mucskai, Kun |
| 2013. május 5. 17:00 | 3/8                  | Gól / emberelőny | 4/9             | FTC USzoda, Budapest Játékvezetők: Mucskai, Kun |
| 2013. május 5. 17:00 | 0/1                  | Gól / ötméteres  | 1/1             | FTC USzoda, Budapest Játékvezetők: Mucskai, Kun |

2. forduló
| 2013. május 8. 19:00 | PVSK-Füszért         | 2-2              | Széchenyi Bank-FTC | Abay Nemes Oszkár, Pécs Játékvezetők: Molnár, Fekete |
| 2013. május 8. 19:00 | (0-0, 1-1, 1-0, 0-1) |                  |                    | Abay Nemes Oszkár, Pécs Játékvezetők: Molnár, Fekete |
| 2013. május 8. 19:00 | Monostori Attila 2   | Jegyzőkönyv      | két játékos 1      | Abay Nemes Oszkár, Pécs Játékvezetők: Molnár, Fekete |
| 2013. május 8. 19:00 | 0/7                  | Gól / emberelőny | 1/10               | Abay Nemes Oszkár, Pécs Játékvezetők: Molnár, Fekete |
| 2013. május 8. 19:00 | 0/0                  | Gól / ötméteres  | 0/1                | Abay Nemes Oszkár, Pécs Játékvezetők: Molnár, Fekete |

3. forduló
| 2013. május 11. 19:00 | Kaposvári VK         | 9-10             | PVSK-Füszért | Kaposvári Városi Fürdő, Kaposvár Játékvezetők: Marjay, Vojvoda |
| 2013. május 11. 19:00 | (0-1, 6-3, 2-3, 1-3) |                  |              | Kaposvári Városi Fürdő, Kaposvár Játékvezetők: Marjay, Vojvoda |
| 2013. május 11. 19:00 | három játékos 2      | Jegyzőkönyv      | Bóbis Máté 4 | Kaposvári Városi Fürdő, Kaposvár Játékvezetők: Marjay, Vojvoda |
| 2013. május 11. 19:00 | 2/13                 | Gól / emberelőny | 2/8          | Kaposvári Városi Fürdő, Kaposvár Játékvezetők: Marjay, Vojvoda |
| 2013. május 11. 19:00 | 3/3                  | Gól / ötméteres  | 1/1          | Kaposvári Városi Fürdő, Kaposvár Játékvezetők: Marjay, Vojvoda |

4. forduló
| 2013. május 14. 19:30 | Kaposvári VK         | 8-4              | Széchenyi Bank-FTC | Kaposvári Városi Fürdő, Kaposvár Játékvezetők: Füzesi, Székely |
| 2013. május 14. 19:30 | (3-1, 2-1, 2-0, 1-2) |                  |                    | Kaposvári Városi Fürdő, Kaposvár Játékvezetők: Füzesi, Székely |
| 2013. május 14. 19:30 | Burburan Dávid 3     | Jegyzőkönyv      | Illés Sándor 2     | Kaposvári Városi Fürdő, Kaposvár Játékvezetők: Füzesi, Székely |
| 2013. május 14. 19:30 | 0/6                  | Gól / emberelőny | 2/7                | Kaposvári Városi Fürdő, Kaposvár Játékvezetők: Füzesi, Székely |
| 2013. május 14. 19:30 | 1/1                  | Gól / ötméteres  | 1/1                | Kaposvári Városi Fürdő, Kaposvár Játékvezetők: Füzesi, Székely |

5. forduló
| 2013. május 17. 19:30 | Széchenyi Bank-FTC   | 7-6              | PVSK-Füszért  | FTC USzoda, Budapest Játékvezetők: Kun, Fekete |
| 2013. május 17. 19:30 | (2-1, 0-3, 0-2, 5-0) |                  |               | FTC USzoda, Budapest Játékvezetők: Kun, Fekete |
| 2013. május 17. 19:30 | két játékos 2        | Jegyzőkönyv      | két játékos 2 | FTC USzoda, Budapest Játékvezetők: Kun, Fekete |
| 2013. május 17. 19:30 | 3/14                 | Gól / emberelőny | 2/5           | FTC USzoda, Budapest Játékvezetők: Kun, Fekete |
| 2013. május 17. 19:30 | 1/1                  | Gól / ötméteres  | 0/0           | FTC USzoda, Budapest Játékvezetők: Kun, Fekete |

6. forduló
| 2013. május 20. 19:00 | PVSK-Füszért         | 8-8              | Kaposvári VK  | Abay Nemes Oszkár, Pécs Játékvezetők: Vogel, Juhász |
| 2013. május 20. 19:00 | (0-2, 1-1, 3-3, 4-2) |                  |               | Abay Nemes Oszkár, Pécs Játékvezetők: Vogel, Juhász |
| 2013. május 20. 19:00 | Dragic Dusan 4       | Jegyzőkönyv      | két játékos 2 | Abay Nemes Oszkár, Pécs Játékvezetők: Vogel, Juhász |
| 2013. május 20. 19:00 | 6/13                 | Gól / emberelőny | 2/10          | Abay Nemes Oszkár, Pécs Játékvezetők: Vogel, Juhász |
| 2013. május 20. 19:00 | 0/1                  | Gól / ötméteres  | 0/1           | Abay Nemes Oszkár, Pécs Játékvezetők: Vogel, Juhász |

A helyosztót a Széchenyi Bank-FTC nyerte, így a 12. helyen, a második a PVSK-Füszért lett így a 13. helyen, a harmadik a Kaposvári VK lett így a 14. helyen a bajnokság utolsó helyén zárt.

### 9-11. helyért
| Csapat             | M | Gy | D | V | G+ | G- | Gk  | P |
| ------------------ | - | -- | - | - | -- | -- | --- | - |
| Orvosegyetem SC    | 4 | 3  | 0 | 1 | 34 | 26 | +8  | 9 |
| Junior válogatott  | 4 | 3  | 0 | 1 | 40 | 34 | +6  | 9 |
| EKF-EgerFood-Imola | 4 | 0  | 0 | 4 | 23 | 37 | −14 | 0 |

1. forduló
| 2013. április 30. 20:30 | Orvosegyetem SC      | 10-11            | Junior válogatott    | Nyéki Imre Uszoda, Budapest Játékvezetők: Horváth, Molnár |
| 2013. április 30. 20:30 | (1-1, 5-2, 2-4, 2-4) |                  |                      | Nyéki Imre Uszoda, Budapest Játékvezetők: Horváth, Molnár |
| 2013. április 30. 20:30 | három játékos 2      | Jegyzőkönyv      | Manhercz Krisztián 5 | Nyéki Imre Uszoda, Budapest Játékvezetők: Horváth, Molnár |
| 2013. április 30. 20:30 | 2/11                 | Gól / emberelőny | 3/17                 | Nyéki Imre Uszoda, Budapest Játékvezetők: Horváth, Molnár |
| 2013. április 30. 20:30 | 2/2                  | Gól / ötméteres  | 1/2                  | Nyéki Imre Uszoda, Budapest Játékvezetők: Horváth, Molnár |

2. forduló
| 2013. május 8. 12:00 | EKF-EgerFood-Imola   | 6-7              | Orvosegyetem SC | Bitskey Aladár Uszoda, Eger Játékvezetők: Füzesi, Vojvoda |
| 2013. május 8. 12:00 | (1-1, 1-1, 2-4, 2-1) |                  |                 | Bitskey Aladár Uszoda, Eger Játékvezetők: Füzesi, Vojvoda |
| 2013. május 8. 12:00 | két játékos 2        | Jegyzőkönyv      | két játékos 2   | Bitskey Aladár Uszoda, Eger Játékvezetők: Füzesi, Vojvoda |
| 2013. május 8. 12:00 | 2/10                 | Gól / emberelőny | 3/10            | Bitskey Aladár Uszoda, Eger Játékvezetők: Füzesi, Vojvoda |
| 2013. május 8. 12:00 | 1/1                  | Gól / ötméteres  | 0/2             | Bitskey Aladár Uszoda, Eger Játékvezetők: Füzesi, Vojvoda |

3. forduló
| 2013. május 3. 19:15 | Junior válogatott    | 9-7              | EKF-EgerFood-Imola | Hajós Alfréd Sportuszoda, Budapest Játékvezetők: Fekete, Csanádi |
| 2013. május 3. 19:15 | (2-2, 2-0, 4-3, 1-2) |                  |                    | Hajós Alfréd Sportuszoda, Budapest Játékvezetők: Fekete, Csanádi |
| 2013. május 3. 19:15 | Berta József 3       | Jegyzőkönyv      | Keresztes István 3 | Hajós Alfréd Sportuszoda, Budapest Játékvezetők: Fekete, Csanádi |
| 2013. május 3. 19:15 | 2/11                 | Gól / emberelőny | 0/7                | Hajós Alfréd Sportuszoda, Budapest Játékvezetők: Fekete, Csanádi |
| 2013. május 3. 19:15 | 0/0                  | Gól / ötméteres  | 1/1                | Hajós Alfréd Sportuszoda, Budapest Játékvezetők: Fekete, Csanádi |

4. forduló
| 2013. május 14. 19:30 | Junior válogatott    | 6-10             | Orvosegyetem SC | Hajós Alfréd Sportuszoda, Budapest Játékvezetők: Csanádi, Juhász |
| 2013. május 14. 19:30 | (3-3, 1-3, 0-2, 2-2) |                  |                 | Hajós Alfréd Sportuszoda, Budapest Játékvezetők: Csanádi, Juhász |
| 2013. május 14. 19:30 | két játékos 2        | Jegyzőkönyv      | Tiba Péter 3    | Hajós Alfréd Sportuszoda, Budapest Játékvezetők: Csanádi, Juhász |
| 2013. május 14. 19:30 | 2/8                  | Gól / emberelőny | 0/3             | Hajós Alfréd Sportuszoda, Budapest Játékvezetők: Csanádi, Juhász |
| 2013. május 14. 19:30 | 0/0                  | Gól / ötméteres  | 1/1             | Hajós Alfréd Sportuszoda, Budapest Játékvezetők: Csanádi, Juhász |

5. forduló
| 2013. május 17. 20:30 | Orvosegyetem SC      | 7-3              | EKF-EgerFood-Imola | Nyéki Imre Uszoda, Budapest Játékvezetők: Vojvoda, Marnitz |
| 2013. május 17. 20:30 | (3-1, 1-1, 1-1, 2-0) |                  |                    | Nyéki Imre Uszoda, Budapest Játékvezetők: Vojvoda, Marnitz |
| 2013. május 17. 20:30 | Benczur Márton 3     | Jegyzőkönyv      | három játékos 1    | Nyéki Imre Uszoda, Budapest Játékvezetők: Vojvoda, Marnitz |
| 2013. május 17. 20:30 | 2/10                 | Gól / emberelőny | 0/9                | Nyéki Imre Uszoda, Budapest Játékvezetők: Vojvoda, Marnitz |
| 2013. május 17. 20:30 | 1/2                  | Gól / ötméteres  | 0/0                | Nyéki Imre Uszoda, Budapest Játékvezetők: Vojvoda, Marnitz |

6. forduló
| 2013. május 20. 12:00 | EKF-EgerFood-Imola   | 7-14             | Junior válogatott | Bitskey Aladár Uszoda, Eger Játékvezetők: Marjay, Dodog |
| 2013. május 20. 12:00 | (1-4, 4-3, 2-4, 0-3) |                  |                   | Bitskey Aladár Uszoda, Eger Játékvezetők: Marjay, Dodog |
| 2013. május 20. 12:00 | Zalánki Gergő 3      | Jegyzőkönyv      | két játékos 4     | Bitskey Aladár Uszoda, Eger Játékvezetők: Marjay, Dodog |
| 2013. május 20. 12:00 | 1/6                  | Gól / emberelőny | 3/11              | Bitskey Aladár Uszoda, Eger Játékvezetők: Marjay, Dodog |
| 2013. május 20. 12:00 | 2/3                  | Gól / ötméteres  | 3/3               | Bitskey Aladár Uszoda, Eger Játékvezetők: Marjay, Dodog |

A helyosztót az Orvosegyetem SC nyerte, így a 9. helyen, a második a Junior válogatott lett így a 10. helyen, a harmadik a EKF-EgerFood-Imola lett így a 11. helyen végzett.

### 7-8. helyért
|                           | Győz. száma |                            |
| ------------------------- | ----------- | -------------------------- |
| BVSC-Zugló (7. helyezett) | 2 – 0       | Szentesi VK (8. helyezett) |

(Zárójelben az alapszakaszbeli bajnoki helyezés olvasható.)
1. mérkőzések
| 2013. május 15. 20:00 | BVSC-Zugló           | 13-6             | Szentesi VK           | Szőnyi úti uszoda, Budapest Játékvezetők: Rubos, Molnár |
| 2013. május 15. 20:00 | (5-1, 2-0, 3-4, 3-1) |                  |                       | Szőnyi úti uszoda, Budapest Játékvezetők: Rubos, Molnár |
| 2013. május 15. 20:00 | két játékos 3        | Jegyzőkönyv      | Weszelovszky László 2 | Szőnyi úti uszoda, Budapest Játékvezetők: Rubos, Molnár |
| 2013. május 15. 20:00 | 4/10                 | Gól / emberelőny | 2/9                   | Szőnyi úti uszoda, Budapest Játékvezetők: Rubos, Molnár |
| 2013. május 15. 20:00 | 1/1                  | Gól / ötméteres  | 0/0                   | Szőnyi úti uszoda, Budapest Játékvezetők: Rubos, Molnár |

2. mérkőzések
| 2013. május 18. 12:00 | Szentesi VK          | 6-10             | BVSC-Zugló      | Szentesi Uszoda, Szentes Játékvezetők: Németh, Marosvári |
| 2013. május 18. 12:00 | (2-2, 2-2, 1-3, 1-3) |                  |                 | Szentesi Uszoda, Szentes Játékvezetők: Németh, Marosvári |
| 2013. május 18. 12:00 | Regős Áron 2         | Jegyzőkönyv      | Szűcs Levente 3 | Szentesi Uszoda, Szentes Játékvezetők: Németh, Marosvári |
| 2013. május 18. 12:00 | 2/10                 | Gól / emberelőny | 5/12            | Szentesi Uszoda, Szentes Játékvezetők: Németh, Marosvári |
| 2013. május 18. 12:00 | 0/0                  | Gól / ötméteres  | 0/0             | Szentesi Uszoda, Szentes Játékvezetők: Németh, Marosvári |

A helyosztót 2–0-s arányban a BVSC-Zugló nyerte, így a 7. helyen, míg a vesztes Szentesi VK a 8. helyen végzett.

### 5-6. helyért
|                              | Győz. száma |                                |
| ---------------------------- | ----------- | ------------------------------ |
| Debreceni VSE (5. helyezett) | 2 – 0       | Groupama Honvéd (6. helyezett) |

(Zárójelben az alapszakaszbeli bajnoki helyezés olvasható.)
1. mérkőzések
| 2013. május 15. 18:30 | Debreceni VSE                  | 7-6 (h. u.)      | Groupama Honvéd | Debreceni Sportuszoda, Debrecen Játékvezetők: Vogel, Fekete |
| 2013. május 15. 18:30 | (1-0, 1-3, 1-2, 3-1, 1-0, 0-0) |                  |                 | Debreceni Sportuszoda, Debrecen Játékvezetők: Vogel, Fekete |
| 2013. május 15. 18:30 | két játékos 2                  | Jegyzőkönyv      | Mátyás Zoltán 2 | Debreceni Sportuszoda, Debrecen Játékvezetők: Vogel, Fekete |
| 2013. május 15. 18:30 | 4/8                            | Gól / emberelőny | 1/7             | Debreceni Sportuszoda, Debrecen Játékvezetők: Vogel, Fekete |
| 2013. május 15. 18:30 | 1/1                            | Gól / ötméteres  | 1/1             | Debreceni Sportuszoda, Debrecen Játékvezetők: Vogel, Fekete |

2. mérkőzések
| 2013. május 18. 19:00 | Groupama Honvéd      | 6-8              | Debreceni VSE | Kőér utcai uszoda, Budapest Játékvezetők: Dodog, Horváth |
| 2013. május 18. 19:00 | (1-2, 0-3, 1-1, 4-2) |                  |               | Kőér utcai uszoda, Budapest Játékvezetők: Dodog, Horváth |
| 2013. május 18. 19:00 | két játékos 2        | Jegyzőkönyv      | két játékos 2 | Kőér utcai uszoda, Budapest Játékvezetők: Dodog, Horváth |
| 2013. május 18. 19:00 | 2/8                  | Gól / emberelőny | 3/9           | Kőér utcai uszoda, Budapest Játékvezetők: Dodog, Horváth |
| 2013. május 18. 19:00 | 1/2                  | Gól / ötméteres  | 0/0           | Kőér utcai uszoda, Budapest Játékvezetők: Dodog, Horváth |

A helyosztót 2–0-s arányban a Debreceni VSE nyerte, így az 5. helyen, míg a vesztes Groupama Honvéd a 6. helyen végzett.

### 3-4. helyért
|                             | Győz. száma |                           |
| --------------------------- | ----------- | ------------------------- |
| A-Híd Szeged (1. helyezett) | 2 – 0       | TEVA-Vasas (3. helyezett) |

(Zárójelben az alapszakaszbeli bajnoki helyezés olvasható.)
1. mérkőzések
| 2013. május 14. 17:00 | A-Híd Szeged         | 9-8              | TEVA-Vasas      | Szegedi Sportuszoda, Szeged Játékvezetők: Marosvári, Marjay |
| 2013. május 14. 17:00 | (1-3, 2-2, 1-1, 5-2) |                  |                 | Szegedi Sportuszoda, Szeged Játékvezetők: Marosvári, Marjay |
| 2013. május 14. 17:00 | három játékos 2      | Jegyzőkönyv      | három játékos 2 | Szegedi Sportuszoda, Szeged Játékvezetők: Marosvári, Marjay |
| 2013. május 14. 17:00 | 4/12                 | Gól / emberelőny | 3/9             | Szegedi Sportuszoda, Szeged Játékvezetők: Marosvári, Marjay |
| 2013. május 14. 17:00 | 0/1                  | Gól / ötméteres  | 1/1             | Szegedi Sportuszoda, Szeged Játékvezetők: Marosvári, Marjay |

2. mérkőzések
| 2013. május 17. 19:30 | TEVA-Vasas           | 8-9              | A-Híd Szeged   | Komjádi Béla Sportuszoda, Budapest Játékvezetők: Vogel, Füzesi |
| 2013. május 17. 19:30 | (2-1, 1-2, 2-2, 3-4) |                  |                | Komjádi Béla Sportuszoda, Budapest Játékvezetők: Vogel, Füzesi |
| 2013. május 17. 19:30 | Oeler Moritz 3       | Jegyzőkönyv      | Joseph Kayes 5 | Komjádi Béla Sportuszoda, Budapest Játékvezetők: Vogel, Füzesi |
| 2013. május 17. 19:30 | 3/10                 | Gól / emberelőny | 5/12           | Komjádi Béla Sportuszoda, Budapest Játékvezetők: Vogel, Füzesi |
| 2013. május 17. 19:30 | 1/2                  | Gól / ötméteres  | 1/2            | Komjádi Béla Sportuszoda, Budapest Játékvezetők: Vogel, Füzesi |

A bronzmérkőzést 2–0-s arányban a A-Híd Szeged nyerte, így a 3. helyen, míg a vesztes TEVA-Vasas a 4. helyen végzett.

### Döntő
|                        | Győz. száma |                                      |
| ---------------------- | ----------- | ------------------------------------ |
| ZF-Eger (2. helyezett) | 3 – 0       | Szolnoki Dózsa-KÖZGÉP (4. helyezett) |

(Zárójelben az alapszakaszbeli bajnoki helyezés olvasható.)
1. mérkőzések
| 2013. május 15. 18:00 | ZF-Eger                        | 9-7 (h. u.)      | Szolnoki Dózsa-KÖZGÉP | Bitskey Aladár Uszoda, Eger Játékvezetők: Németh, Horváth |
| 2013. május 15. 18:00 | (3-1, 2-1, 1-3, 1-2, 1-0, 1-0) |                  |                       | Bitskey Aladár Uszoda, Eger Játékvezetők: Németh, Horváth |
| 2013. május 15. 18:00 | Bátori Bence 3                 | Jegyzőkönyv      | Kiss Gábor 2          | Bitskey Aladár Uszoda, Eger Játékvezetők: Németh, Horváth |
| 2013. május 15. 18:00 | 5/11                           | Gól / emberelőny | 2/12                  | Bitskey Aladár Uszoda, Eger Játékvezetők: Németh, Horváth |
| 2013. május 15. 18:00 | 0/0                            | Gól / ötméteres  | 0/0                   | Bitskey Aladár Uszoda, Eger Játékvezetők: Németh, Horváth |

2. mérkőzések
| 2013. május 18. 16:15 | Szolnoki Dózsa-KÖZGÉP | 6-7              | ZF-Eger          | Tiszaligeti Uszoda, Szolnok Játékvezetők: Székely, Juhász |
| 2013. május 18. 16:15 | (3-2, 0-1, 1-3, 2-1)  |                  |                  | Tiszaligeti Uszoda, Szolnok Játékvezetők: Székely, Juhász |
| 2013. május 18. 16:15 | Milan Aleksić 3       | Jegyzőkönyv      | Salamon Ferenc 4 | Tiszaligeti Uszoda, Szolnok Játékvezetők: Székely, Juhász |
| 2013. május 18. 16:15 | 4/9                   | Gól / emberelőny | 2/4              | Tiszaligeti Uszoda, Szolnok Játékvezetők: Székely, Juhász |
| 2013. május 18. 16:15 | 0/0                   | Gól / ötméteres  | 0/0              | Tiszaligeti Uszoda, Szolnok Játékvezetők: Székely, Juhász |

3. mérkőzések
| 2013. május 21. 18:30 | ZF-Eger              | 10-9             | Szolnoki Dózsa-KÖZGÉP | Bitskey Aladár Uszoda, Eger Játékvezetők: Németh, Kun |
| 2013. május 21. 18:30 | (1-3, 4-1, 4-2, 1-3) |                  |                       | Bitskey Aladár Uszoda, Eger Játékvezetők: Németh, Kun |
| 2013. május 21. 18:30 | Bátori Bence 3       | Jegyzőkönyv      | három játékos 2       | Bitskey Aladár Uszoda, Eger Játékvezetők: Németh, Kun |
| 2013. május 21. 18:30 | 5/17                 | Gól / emberelőny | 2/15                  | Bitskey Aladár Uszoda, Eger Játékvezetők: Németh, Kun |
| 2013. május 21. 18:30 | 0/0                  | Gól / ötméteres  | 0/0                   | Bitskey Aladár Uszoda, Eger Játékvezetők: Németh, Kun |

A döntőt 3–0-s arányban a ZF-Eger nyerte, ezzel megnyerte a 2012–13-as bajnokságot. A Szolnoki Dózsa-KÖZGÉP a második helyen zárt.

## A bajnokság végeredménye
| #   | Csapat                     | Megjegyzések        |
| --- | -------------------------- | ------------------- |
| 1.  | ZF-Eger                    | LEN-bajnokok ligája |
| 2.  | Szolnoki Dózsa-KÖZGÉP      | LEN-bajnokok ligája |
| 3.  | A-Híd Szeged (kupagyőztes) | LEN-bajnokok ligája |
| 4.  | TEVA-Vasas                 | LEN-Európa-kupa     |
| 5.  | Debreceni VSE              | LEN-Európa-kupa     |
| 6.  | Groupama Honvéd            |                     |
| 7.  | BVSC-Zugló                 |                     |
| 8.  | Szentesi VK                |                     |
| 9.  | Orvosegyetem SC            |                     |
| 10. | Junior válogatott          |                     |
| 11. | EKF-EgerFood-Imola         |                     |
| 12. | Széchenyi Bank-FTC         |                     |
| 13. | PVSK-Füszért               |                     |
| 14. | Kaposvári VK               | Kiesés az OB I/B-be |

A bajnok ZF-Eger játékoskerete: Bátori Bence, Bisztritsányi Dávid, Bundschuh Erik, Chilkó Márton, Wiwo Gerritse, Gór-Nagy Miklós, Kevin Graham, Halmos Péter, Horváth Zsombor, Józsa Bence, Kovács Gábor, Kovács Zoltán, Lőrincz Bálint, Mezei Tamás, Salamon Ferenc, Sándor Dávid, Lukas Seman, Szécsi Zoltán, Varga II. Zsolt, vezetőedző: Gerendás György

## A góllövőlista élmezőnye
Utolsó frissítés: 2013. május 21., forrás: Magyar Vízilabda-szövetség Archiválva 2016. március 7-i dátummal a Wayback Machine-ben.
|     | Hely | Gól | Játékos           | Csapat          |
| --- | ---- | --- | ----------------- | --------------- |
| 1.  |      | 75  | Giorgetti Alex    | Debreceni VSE   |
| 2.  |      | 69  | Bátori Bence      | ZF-Eger         |
| 3.  |      | 69  | Molnár Tamás, dr. | A-Híd Szeged    |
| 4.  |      | 69  | Vámos Márton      | TEVA-Vasas      |
| 5.  |      | 64  | Kistamás Zsolt    | PVSK-Füszért    |
| 6.  |      | 63  | Kiss Gergely, dr. | Groupama Honvéd |
| 7.  |      | 59  | Bóbis Máté        | PVSK-Füszért    |
| 8.  |      | 56  | Szivós Márton     | A-Híd Szeged    |
| 9.  |      | 52  | Oeler Moritz      | TEVA-Vasas      |
| 10. |      | 51  | Fülöp Bence       | Groupama Honvéd |